# عضل أندرسوني
عضل أندرسوني (الاسم العلمي: Gerbillus andersoni) (بالإنجليزية: Anderson’s Gerbil)‏ هو نوع من الحيوانات يتبع جنس العضل من الفصيلة الفأرية.